# Glaucone (fratello di Platone)
(Glaucone, citato in Platone, Repubblica, 359c)
Glaucone (in greco antico: Γλαύκων?, Glàukon; Collytus, 445 a.C. – V secolo a.C.) è stato un filosofo greco antico, fratello maggiore di Platone.
È principalmente noto per i suoi dialoghi con Socrate, in La Repubblica, e interlocutore dello stesso nel mito della caverna. Viene anche citato brevemente all'inizio di due dialoghi di Platone, Parmenide e Simposio.

## Biografia
Glaucone era il fratello maggiore di Platone, e come suo fratello apparteneva alla cerchia di giovani studenti benestanti di Socrate. Anche se poco si conosce della sua vita, alcune informazioni possono essere estrapolate dagli scritti del fratello e da successivi biografi platonici.
Nacque a Collytus, alla periferia di Atene, molto probabilmente prima del 445 a.C. (visto che combatté nella Battaglia di Megara del 424 a.C.).
Suo padre era Aristone e sua madre Perictione. Secondo quanto riportato in Vita di Platone di Diogene Laerzio, Platone e Glaucone avevano una sorella di nome Potone ed un fratello di nome Adimanto. Nei dialoghi Parmenide viene citato anche un fratellastro di nome Antiphon.
Secondo il dizionario greco di Oxford il nome “Glaucone” deriva dall'aggettivo glaukommatos (γλαυκόμματος) che significa “occhi brillanti”, “occhi di civetta”, o “occhi grigi”. Questo era generalmente considerato come una devozione ad Atena, dea della saggezza e divinità custode della città di Atene. Non è chiaro se "Glaucone" era un nome dato alla nascita, un epiteto per l'adorazione della dea, o un soprannome dato per "la ricerca di saggezza". L'uso di epiteti non era insolito: ad esempio, il nome di nascita di Platone era Aristocle, ma venne chiamato il "largo" (platon) a causa sia della sua struttura fisica che dell'ampiezza delle sue virtù.
Glaucone, e almeno uno dei suoi fratelli, combatterono contro i megaresi nell'omonima battaglia nella quale gli ateniesi vennero sconfitti nel 424 a.C. Questo avvenne nel corso della guerra del Peloponneso contro Sparta e i suoi alleati. I fratelli sono lodati, da Socrate ne La Repubblica, per le loro "divine" virtù in battaglia e per la forza della loro linea di sangue.
Non è chiaro ciò che Glaucone fece nel corso della sua vita (visto che la sua era una famiglia aristocratica). Tuttavia, Socrate dice che Glaucone era un musicista e quindi in grado di rispondere correttamente a domande sulla teoria musicale e sulle proporzioni armoniche. Ciò potrebbe anche implicare che, come molti ateniesi dell'epoca tra cui lo stesso Platone, Glaucone studiò le teorie musicali e matematiche di Pitagora.
Notizie sulla sua vita dopo la morte di Socrate sono sconosciute. Visto che i dialoghi di Platone su Socrate non riferiscono la scomparsa di Glaucone, è molto probabile che sia morto, nelle vicinanze di Atene, qualche tempo dopo la morte di Socrate nel 399 a.C.

## Glaucone nelLibro IIdellaRepubblica
Buona parte di quello che sappiamo di Glaucone deriva dalle opere di Platone, in particolare dalla Repubblica, dove è uno dei principali interlocutori di Socrate. Come lo stesso Platone sottolinea, Glaucone è un interlocutore molto coraggioso e audace che non esita a esprimere i propri dubbi sulla confutazione di Trasimaco da parte di Socrate.
Il suo discorso si apre con una classificazione dei beni, che sarà ripresa successivamente da altri filosofi antichi, compreso Aristotele: secondo Glaucone, ci sono dei beni che desideriamo per se stessi, a prescindere dalle loro conseguenze, perché sono "innocui piaceri che non comportano nulla in futuro se non la gioia di provarli", altri che desideriamo per se stessi e per i loro vantaggi (come ad esempio la vista e l'intelligenza) e altri ancora che in sé sono poco desiderabili o ci costano fatica, ma che siamo felici di possedere per le conseguenze che hanno (come l'essere curati in caso di malattia o il fare ginnastica). Questa classificazione serve a Glaucone per introdurre la propria argomentazione, secondo la quale la giustizia, per la maggior parte delle persone, appartiene all'ultima categoria di beni, perché in sé sarebbe da evitare, ma è necessaria per avere denaro e buona reputazione. A questo punto, Glaucone manifesta la sua volontà di rinforzare la tesi di Trasimaco (giustizia come utile del più forte), confutata da Socrate in modo secondo lui non soddisfacente, costruendo una genesi della giustizia che le sia complementare.

### L'origine della giustizia
La maggior parte delle persone, secondo Glaucone, credono che "commettere ingiustizia è per natura un bene e subirla è un male" e di conseguenza distinguono la natura dalla convenzione. Dopo aver vissuto in uno stato di natura in cui tutti facevano il proprio utile e, seguendo la propria natura, si soverchiavano (pleonektéin) a vicenda, gli uomini si sono resi conto che in quel modo subivano più soprusi di quanti riuscissero a compierne: hanno perciò deciso di non farsi più ingiustizia a vicenda e creare leggi per rendere questo patto stabile. La giustizia per loro quindi, secondo la sua interpretazione, sta a metà fra il meglio, che consisterebbe nel commettere ingiustizia senza rischiare di essere puniti, e il peggio, che sarebbe subire continui soprusi senza potersi vendicare.
C'è anche il riferimento a un "vero uomo" che secondo alcuni rimanda al "vero uomo" di cui parlava Callicle nel Gorgia, anche se non sembra che Glaucone parli dell'esistenza di un tale individuo come di un'ipotesi realizzabile: si limita a dire che se fosse esistito, di certo non si sarebbe unito al patto. Inoltre, sono state notate somiglianze anche con la tesi di Antifonte, che nel frammento dello scritto Sulla verità poneva l'accento sulla giustizia come frutto di convenzione e sulla necessità di seguire le sole disposizioni di natura in assenza di testimoni.

### Il caso di Gige
La mancata presenza di testimoni è fondamentale anche nella seconda parte del discorso di Glaucone, nel quale l'interlocutore di Socrate riprende il racconto di Erodoto sul Re di Lidia Gige modificandolo largamente per mostrare come persino una persona giusta abbraccerebbe l'ingiustizia se le si offrisse la possibilità di fare quello che vuole senza essere scoperta. Glaucone racconta che Gige era un pastore al servizio del re che stava pascolando il proprio gregge quando un terremoto aprì una voragine nel terreno. Gige non esitò a scendere nel baratro e vi trovò un cadavere enorme spoglio di tutto ma con un anello al dito. Il pastore se ne impossessò senza esitazioni e iniziò a fare degli esperimenti: alla riunione dei pastori scoprì che era un anello capace di rendere invisibili. Si fece quindi inviare dal re e, una volta giunto da lui, sedusse la regina e con l'aiuto di lei lo uccise.
Si notano subito numerose modifiche rispetto alla versione di Erodoto, nella quale non si parla nemmeno dell'anello; viene anche evidenziato il fatto che Gige non violentò la regina (come invece scriverà Cicerone nella propria versione della storia) ma la sedusse e che uccise il re con l'aiuto di lei. Glaucone vuole proprio sottolineare il fascino che la possibilità di essere ingiusti esercita su tutti gli uomini e la labilità della giustizia, che appare come una condizione esteriore facilmente rinnegabile di fronte all'opportunità di agire ingiustamente senza essere scoperti.
Dopo aver parlato del caso di Gige, Glaucone chiede di immaginare che esistano due anelli come quello che aveva reso il pastore un tiranno e che uno venga indossato dal giusto e l'altro dall'ingiusto. In questo caso, secondo lui, nessuno dei due agirebbe giustamente, ma entrambi si comporterebbero come "un dio fra gli uomini". Questo perché secondo Glaucone, nessun uomo è veramente convinto che la giustizia sia davvero vantaggiosa. Le persone la lodano solo per convenienza e perché sanno di non avere la forza di essere ingiusti: se scoprissero che un uomo ha la possibilità di essere ingiusto perché ha un anello simile a quello di Gige, e invece persevera con la propria giustizia, penserebbero che sia uno sciocco pur lodandolo in pubblico, consapevoli che è nel loro interesse mantenere il patto sociale.

### Giusto e ingiusto perfetti
L'ultima parte del discorso di Glaucone mira a dimostrare che una vita nell'ingiustizia può essere più felice di una nella giustizia. Per farlo si basa sul paradosso di immaginare un ingiusto perfetto che riesca a sembrare giusto e un giusto perfetto che abbia la peggiore fama di ingiusto. Il primo prenderà il comando dello stato, sposerà la donna che desidera, sarà benvoluto dagli uomini e anche dagli dèi, perché facendo molti sacrifici se ne accattiverà il favore. Il secondo invece vivrà una vita di miserie, sarà deriso, flagellato e alla fine ucciso.
La conclusione di Glaucone è quindi che "dèi e uomini riservano all'ingiusto vita migliore che al giusto".
Il discorso di Glaucone è stato spesso citato, commentato e interpretato. Come quello di Trasimaco, da alcuni interpreti è ritenuto organico e coerente, mentre secondo altri le tre parti del discorso (in particolare la seconda e la terza) sono contraddittorie. Se la natura degli uomini tende costantemente all'ingiustizia sembra difficile immaginare un individuo perfettamente giusto, così come se ogni uomo nell'intimo deride l'individuo giusto, non si capisce come l'ingiusto possa ricevere grandi onori solo apparendo giusto.

### Somiglianze e differenze con la teoria sostenuta da Trasimaco
Glaucone si propone di rafforzare la teoria di Trasimaco, ma nonostante questo i due discorsi non sono del tutto complementari. Trasimaco quando parla della giustizia come utile del più forte, intende anche dire che è anche a danno dei più deboli, mentre questo non è mantenuto nel discorso di Glaucone. Al contrario, sono state notate delle affinità fra il tiranno descritto da Trasimaco (che è visto come beato e felice perché è giunto al colmo dell'ingiustizia) e Gige, la cui ingiustizia è seducente.

### Glaucone e Hobbes
Molti interpreti sono concordi nell'affermare che il discorso di Glaucone nella Repubblica anticipi il contrattualismo di Hobbes, perché entrambi vedono lo stato di natura come una condizione di conflitto continuo fra uomo e uomo, in cui ognuno è sempre pronto a sopraffare l'altro, mosso dall'egoismo e dall'istinto di autoconservazione (concezione della natura umana spesso indicata con l'espressione latina homo homini lupus). Solo l'istituzione della giustizia e l'uscita dallo stato di natura permette di porre fine a quella guerra continua che non permetterebbe nemmeno l'accumulazione di ricchezze. Gli uomini, sia per Glaucone che per Hobbes, hanno la stessa capacità di farsi del male ma anche lo stesso timore di subirlo ed è solo grazie a questo timore che decidono di uscire dallo stato di natura.